# هايلسبرون
هايلزبرون (بالألمانية: Heilsbronn) هي بلدة ألمانية تقع في ألمانيا في آنسباخ.